# Jun Mochizuki
Jun Mochizuki (望月 淳?, Mochizuki Jun; 22 dicembre ...) è una fumettista giapponese.
Il suo lavoro più conosciuto è Pandora Hearts, manga pubblicato dal 2006 al 2015 e raccolto in ventiquattro volumi, i cui personaggi sono rielaborazioni dark di quelli delle opere di Lewis Carroll. Da questo fumetto venne tratto nel 2009 un anime di venticinque episodi (più nove special), che però non adatta tutti i capitoli del manga e presenta un finale alternativo. 
Pochi mesi dopo la conclusione di Pandora Hearts ha iniziato la nuova serie The Case Study of Vanitas, di genere fra il vampiresco e lo steampunk, ambientata nella Francia del XIX secolo. I capitoli vengono pubblicati mensilmente sulla rivista Gangan Joker dal 22 dicembre 2015 e tradotti in simultanea in inglese dalla Yen Press.

## Lavori
Manga
- 2005-2006 - Crimson-Shell; disegno e sceneggiatura
- 2006-2015 - Pandora Hearts; disegno e sceneggiatura
- dal 2015 - The Case Study of Vanitas; disegno e sceneggiatura

Romanzi
- 2010 - Boukyaku no Haou Roland; illustratrice, scritto da Yoshino Takumi
- 2010 - Boukyaku no Haou Roland 2; illustratrice, scritto da Yoshino Takumi